# Bitomus
Bitomus is een geslacht van insecten uit de orde vliesvleugeligen (Hymenoptera) en de familie schildwespen (Braconidae).

## Soorten
- B. agnesae Papp, 1981
- B. braconinus Szepligeti, 1910
- B. bulgariae Fischer, 2008
- B. castus (Zaykov, 1983)
- B. curiosus (Szepligeti, 1914)
- B. curvicus Fischer, 1992
- B. fuscus Fischer, 2006
- B. glabronotum Tobias, 1998
- B. grangeri (Fischer, 1964)
- B. granulellus Fischer, 1994
- B. hemicoriaceus (Fischer, 1966)
- B. indicus Samiuddin, 2010
- B. lepidus (Gahan, 1925)
- B. makarkini Tobias, 1998
- B. multipilis Fischer, 1990
- B. noncristatus Fischer, 1999
- B. novohebridicus (Fischer, 1966)
- B. pamboloides (Tobias, 1986)
- B. pappi Tobias, 1998
- B. paucipilis Fischer, 2006
- B. peregrinus (Szepligeti, 1914)
- B. rugiventris (Thomson, 1895)
- B. sarawakensis Fischer, 1990
- B. sesquimaior Fischer, 1990
- B. tambourinus (Fischer, 1966)
- B. tenebricus Fischer, 1999
- B. valdepusillus Fischer & Beyarslan, 2005